# Liebenau (Hessen)

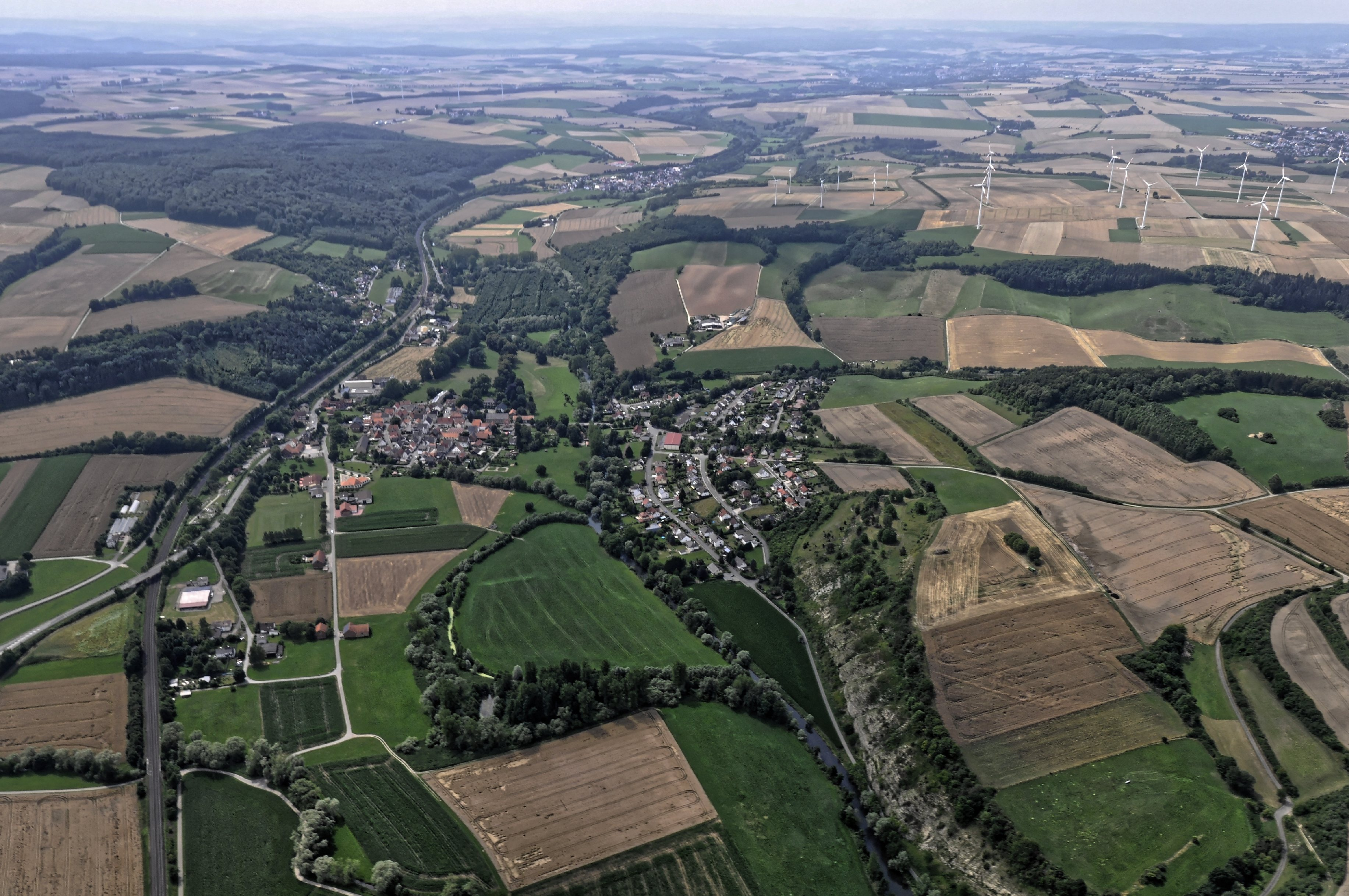
Liebenau von oben

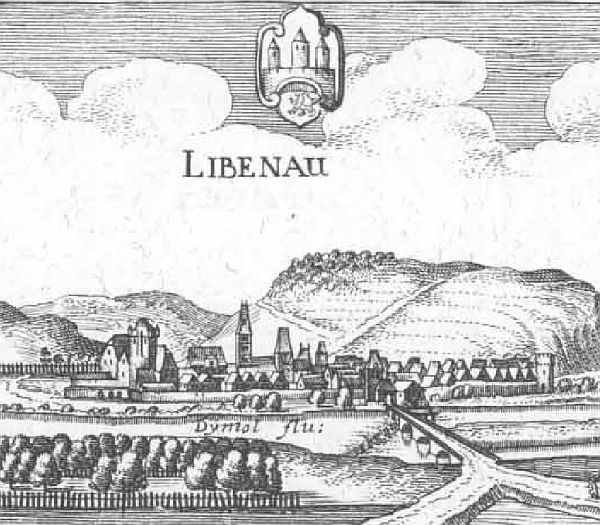
Liebenau – Auszug aus der Topographia Hassiae von Matthäus Merian 1655, links Burg Liebenau

Liebenau (niederdeutsch Lebenogge) ist eine Landstadt im nordhessischen Landkreis Kassel.

## Geografie

### Geografische Lage
Liebenau liegt an der nördlichen Grenze zu Nordrhein-Westfalen fast im äußersten Norden des Landkreises Kassel am Südostrand der Warburger Börde. Es befindet sich etwa 25 km (Luftlinie) nordwestlich von Kassel zwischen Warburg im Westen und Hofgeismar im Osten.
Liebenau wird etwa in West-Ost-Richtung von der Diemel durchflossen, in die oberhalb der Ortschaft der Eggel (von Norden kommend), in Liebenau der Vombach (auch von Norden) und unterhalb davon die Warme (von Süden) einmündet.
Jeweils in einigen Kilometern Entfernung befinden sich nordöstlich von Liebenau der Solling, östlich der Reinhardswald, südlich der Habichtswald und nordwestlich das Eggegebirge, die bis auf den Reinhardswald von Naturparks eingerahmt werden.

### Nachbargemeinden
Liebenau grenzt im Norden an die Stadt Trendelburg, im Osten an die Stadt Hofgeismar, im Südosten an die Stadt Grebenstein, im Süden an die Gemeinden Calden und Breuna (alle im Landkreis Kassel), sowie im Westen und Nordwesten an die Städte Warburg und Borgentreich (beide im Kreis Höxter in Nordrhein-Westfalen).

### Stadtgliederung
Die Stadt besteht neben dem Hauptort Liebenau aus den Ortsteilen Ersen, Grimelsheim, Haueda, Lamerden, Niedermeiser, Ostheim und Zwergen.

## Geschichte
In Steinbrüchen bei Lamerden und Haueda befindet sich die größte fossile Fundstelle in Nordhessen. Unter anderem wurden hier im Muschelkalk die Überreste von Nothosauriern und von fossilen Seelilien gefunden. Besitzer dieser Fundstelle ist das Naturkundemuseum Kassel, das dort regelmäßig Ausgrabungen tätigt.
Die Warburger Börde mit ihren sanften Hügeln und fruchtbaren Niederungen ist ein uraltes Siedlungsgebiet. Zahlreiche Bodenfunde belegen eine durchgehende Besiedelung seit der Jungsteinzeit. Auch Grenzland ist hier schon lange. Früher kämpften Chatten, Cherusker und Sachsen, später die Bischöfe von Paderborn und die Landgrafen von Hessen um den Besitz der fruchtbaren Landschaft. Burg und Stadt Liebenau findet sich im Jahre 1293 erstmals urkundlich erwähnt, als Hermann von Desenberg genannt Spiegel die Burg und Stadt Liebenau dem Grafen Otto von Waldeck zu Lehen auftrug. Im Jahr 1465 nahm Landgraf Ludwig II. Liebenau im Zuge der Hessen-Paderbornischen Fehde (1464–1471) gewaltsam in Besitz und zerstörte die dortige Burg. Seither ist der Ort hessisch.
In den Jahren 1945 bis 1949 wurde der Bahnhof Liebenau zum Grenzbahnhof zwischen dem Britischen Sektor (Nordrhein-Westfalen) und dem US-amerikanischen Sektor (Hessen).
Zum 1. Februar 1971 fusionierten im Zuge der Gebietsreform in Hessen die bis dahin selbständigen Gemeinden Grimelsheim, Haueda, Lamerden und Ostheim freiwillig mit der Stadt Liebenau zur erweiterten Stadt Liebenau. Am 1. April 1972 wurden die Gemeinden Ersen und Niedermeiser auf freiwilliger Basis eingemeindet. Zwergen folgte kraft Landesgesetz am 1. August 1972. Für die nach Liebenau eingegliederten Gemeinden und die Kernstadt (Stadtteile) wurde je ein Ortsbezirke mit Ortsbeirat und Ortsvorsteher nach der Hessischen Gemeindeordnung gebildet.

## Bevölkerung

### Einwohnerstruktur 2011
Nach den Erhebungen des Zensus 2011 lebten am Stichtag dem 9. Mai 2011 in Liebenau 3321 Einwohner. Darunter waren 46 (1,4 %) Ausländer, von denen 30 aus dem EU-Ausland, 10 aus anderen europäischen Ländern und 6 aus anderen Staaten kamen. (Bis zum Jahr 2020 erhöhte sich die Ausländerquote auf 3,3 %.) Nach dem Lebensalter waren 568 Einwohner unter 18 Jahren, 1266 zwischen 18 und 49, 757 zwischen 50 und 64 und 735 Einwohner waren älter. Die Einwohner lebten in 1363 Haushalten. Davon waren 24 Singlehaushalte, 362 Paare ohne Kinder und 517 Paare mit Kindern, sowie 138 Alleinerziehende und 22 Wohngemeinschaften. In 272 Haushalten lebten ausschließlich Senioren und in 828 Haushaltungen lebten keine Senioren.

### Einwohnerentwicklung
- 1585: 96 Haushaltungen[12]
- 1747: 92 Haushalte[12]

| Liebenau: Einwohnerzahlen von 1834 bis 2020 | Liebenau: Einwohnerzahlen von 1834 bis 2020 | Liebenau: Einwohnerzahlen von 1834 bis 2020 | Liebenau: Einwohnerzahlen von 1834 bis 2020 | Liebenau: Einwohnerzahlen von 1834 bis 2020 |
| --- | ------------------------------------------- | ------------------------------------------- | ------------------------------------------- | ------------------------------------------- |
| Jahr |                                             |                                             |                                             | Einwohner                                   |
| 1834 | 1834                                        |                                             | 597                                         | 597                                         |
| 1840 | 1840                                        |                                             | 653                                         | 653                                         |
| 1846 | 1846                                        |                                             | 664                                         | 664                                         |
| 1852 | 1852                                        |                                             | 676                                         | 676                                         |
| 1858 | 1858                                        |                                             | 622                                         | 622                                         |
| 1864 | 1864                                        |                                             | 632                                         | 632                                         |
| 1871 | 1871                                        |                                             | 569                                         | 569                                         |
| 1875 | 1875                                        |                                             | 581                                         | 581                                         |
| 1885 | 1885                                        |                                             | 660                                         | 660                                         |
| 1895 | 1895                                        |                                             | 593                                         | 593                                         |
| 1905 | 1905                                        |                                             | 559                                         | 559                                         |
| 1910 | 1910                                        |                                             | 538                                         | 538                                         |
| 1925 | 1925                                        |                                             | 596                                         | 596                                         |
| 1939 | 1939                                        |                                             | 506                                         | 506                                         |
| 1946 | 1946                                        |                                             | 982                                         | 982                                         |
| 1950 | 1950                                        |                                             | 1.002                                       | 1.002                                       |
| 1956 | 1956                                        |                                             | 841                                         | 841                                         |
| 1961 | 1961                                        |                                             | 784                                         | 784                                         |
| 1967 | 1967                                        |                                             | 742                                         | 742                                         |
| 1970 | 1970                                        |                                             | 731                                         | 731                                         |
| 1973 | 1973                                        |                                             | 3.677                                       | 3.677                                       |
| 1975 | 1975                                        |                                             | 3.601                                       | 3.601                                       |
| 1980 | 1980                                        |                                             | 3.581                                       | 3.581                                       |
| 1985 | 1985                                        |                                             | 3.501                                       | 3.501                                       |
| 1990 | 1990                                        |                                             | 3.600                                       | 3.600                                       |
| 1995 | 1995                                        |                                             | 3.625                                       | 3.625                                       |
| 2000 | 2000                                        |                                             | 3.699                                       | 3.699                                       |
| 2005 | 2005                                        |                                             | 3.574                                       | 3.574                                       |
| 2010 | 2010                                        |                                             | 3.337                                       | 3.337                                       |
| 2011 | 2011                                        |                                             | 3.321                                       | 3.321                                       |
| 2015 | 2015                                        |                                             | 3.123                                       | 3.123                                       |
| 2020 | 2020                                        |                                             | 2.977                                       | 2.977                                       |
| Datenquelle: Historisches Gemeindeverzeichnis für Hessen: Die Bevölkerung der Gemeinden 1834 bis 1967. Wiesbaden: Hessisches Statistisches Landesamt, 1968. Weitere Quellen: LAGIS; Hessisches Statistisches Informationssystem; Zensus 2011 nach 1970 einschließlich der im Zuge der Gebietsreform in Hessen eingegliederten Orte. |                                             |                                             |                                             |                                             |

### Daten zur Religionszugehörigkeit
| • 1961: | 619 evangelische (= 78,95 %), 147 katholische (= 18,75 %) Einwohner                          |
| • 1987: | 2945 evangelische (= 84,5 %), 416 katholische (= 11,9 %), 125 sonstige (= 3,6 %) Einwohner   |
| • 2011: | 2485 evangelische (= 74,8 %), 413k katholische (= 12,4 %), 423 sonstige (= 12,7 %) Einwohner |

### Jüdische Einwohner
Im Jahre 1835 lebten 36 jüdische Einwohner in Liebenau; 1861 waren es 39, und 1905 waren es noch 17. Sie gehörten zur jüdischen Gemeinde in Niedermeiser. Der von 1791 bis etwa 1921 genutzte jüdische Friedhof an der Straße „Am Hopfenberg“ ist im Denkmalverzeichnis vom Landesamt für Denkmalpflege Hessen als Kulturdenkmal aus geschichtlichen Gründen ausgewiesen. Insgesamt 13 Gräber sind noch vorhanden.

## Politik

### Stadtverordnetenversammlung
Die Kommunalwahl am 14. März 2021 lieferte folgendes Ergebnis, in Vergleich gesetzt zu früheren Kommunalwahlen:
| Stadtverordnetenversammlung – Kommunalwahlen 2021 | Stadtverordnetenversammlung – Kommunalwahlen 2021                              |
| --- | ------------------------------------------------------------------------------ |
| Stimmenanteil in %Wahlbeteiligung 57,8 % 706050403020100 41,2 (−21,2)32,4 (+1,7)14,2 (n. k.)8,6 (+1,7)3,7 (n. k.) FWGSPDWfEcCDULinke20162021Anmerkungen:c Wir für Euch | SitzverteilungInsgesamt 15 Sitze - Linke: 1 - SPD: 5 - WfE: 2 - FW: 6 - CDU: 1 |

| Parteien und Wählergemeinschaften | Parteien und Wählergemeinschaften           | % 2021 | Sitze 2021 | % 2016 | Sitze 2016 | % 2011 | Sitze 2011 | % 2006 | Sitze 2006 | % 2001 | Sitze 2001 |
| --------------------------------- | ------------------------------------------- | ------ | ---------- | ------ | ---------- | ------ | ---------- | ------ | ---------- | ------ | ---------- |
| FWG                               | Freie Wählergemeinschaft Liebenau           | 41,2   | 6          | 62,4   | 14         | 58,1   | 13         | 57,8   | 13         | 50,7   | 12         |
| SPD                               | Sozialdemokratische Partei Deutschlands     | 32,4   | 5          | 30,7   | 7          | 34,1   | 8          | 34,3   | 8          | 42,2   | 10         |
| WfE                               | Wir für Euch                                | 14,2   | 2          | —      | —          | —      | —          | —      | —          | —      | —          |
| CDU                               | Christlich Demokratische Union Deutschlands | 8,6    | 1          | 6,9    | 2          | 7,8    | 2          | 7,9    | 2          | 7,1    | 1          |
| Linke                             | Die Linke                                   | 3,7    | 1          | —      | —          | —      | —          | —      | —          | —      | —          |
| Gesamt                            | Gesamt                                      | 100,0  | 15         | 100,0  | 23         | 100,0  | 23         | 100,0  | 23         | 100,0  | 23         |
| Wahlbeteiligung in %              | Wahlbeteiligung in %                        | 57,8   | 57,8       | 63,5   | 63,5       | 63,3   | 63,3       | 65,2   | 65,2       | 72,7   | 72,7       |

### Bürgermeister
Nach der hessischen Kommunalverfassung wird der Bürgermeister für eine sechsjährige Amtszeit gewählt, seit dem Jahr 1993 in einer Direktwahl, und ist Vorsitzender des Magistrats, dem in der Stadt Liebenau neben dem Bürgermeister ehrenamtlich ein Erster Stadtrat und sieben weitere Stadträte angehören. Bürgermeister ist seit dem 1. April 2015 der parteiunabhängige Harald Munser. Er wurde als Nachfolger von Peter Lange (FWG), der nach drei Amtszeiten nicht wieder kandidiert hatte, am 9. November 2014 im ersten Wahlgang bei 72,8 Prozent Wahlbeteiligung mit 65,6 Prozent der Stimmen gewählt. Es folgte eine Wiederwahl ohne Gegenkandidaten im November 2020.
Amtszeiten der Bürgermeister
- 2015–2027 Harald Munser[21]
- 1997–2015 Peter Lange (FWG)[22]

### Wappen und Flagge
Wappen

Blasonierung: „In Blau eine silberne Burg mit drei rotbedachten Türmen; vor dem Tore ein Schild mit dem siebenmal von Rot und Silber geteilten Hessischen Löwen.“
Das Wappen wurde der Stadt Liebenau zuletzt am 25. Mai 1973 durch den Hessischen Innenminister genehmigt.
In seiner heutigen Form wurde es durch den Bad Nauheimer Heraldiker Heinz Ritt gestaltet.
Schon der älteste erhalte Abdruck des Stadtsiegels von 1393 zeigt drei Türme, damals allerdings noch vor einem rosenbestreuten Feld. Der Löwe im Tor ist seit dem 15. Jahrhundert belegt, wechselte aber über die Zeit immer wieder seine Farbe.
Flagge
Die Flagge wurde der Stadt am 1. Juni 1993 durch das Hessische Innenministerium genehmigt und wird wie folgt beschrieben:
Flaggenbeschreibung: „Die Flagge der Stadt Liebenau zeigt auf der von Rot, Weiß und Rot im Verhältnis von 1:3²/³:1 längsgeteilten Flaggenbahn in der oberen Hälfte aufgelegt das Stadtwappen.“

### Partnerschaften
Liebenau unterhält seit 1991 eine Ringpartnerschaft zu den gleichnamigen Orten
- Liebenau in Niedersachsen,
- Liebenau im Erzgebirge, Ortsteil von Geising in Sachsen und
- Liebenau im Mühlviertel in Oberösterreich.

## Verkehr
Der 1848 fertiggestellte Bahnhof Liebenau (Bz Kassel) an der Bahnstrecke Kassel–Warburg ist seit der Einstellung des Verkehrs im Jahre 2015 nicht mehr in Betrieb. Die Buslinie 47 verkehrt dort zwischen Vellmar-Nord (Anbindung an die Straßenbahnlinie 1 nach Kassel-Wilhelmshöhe (Park)) und dem Flughafen Kassel-Calden (Anbindung an die Buslinie 100 ebenfalls nach Kassel-Wilhelmshöhe (Bahnhof)).

## Persönlichkeiten
- Louis Rosenthal (1846–1921), im Stadtteil Niedermeiser  geborener Ingenieur, Autor und Kinopionier
- Gottfried Rabe von Pappenheim (1874–1955), Landrat des Landkreises Kassel
- Werner Rabe von Pappenheim (1877–1915), deutscher Offizier und Diplomat